# Tossalet del Roure
El Tossalet del Roure és una muntanya de 1.175 metres que es troba al municipi de Cabó, a la comarca de l'Alt Urgell.